# Лоббизм в Европейском союзе
Лобби́зм в Европе́йском сою́зе — деятельность, целью которой является склонение органов власти ЕС (прежде всего Еврокомиссию и Европарламент) к принятию определённых решений. В отличие от США, где деятельность лоббистов давно и детально регулируется, в Евросоюзе законодательство о лоббизме ещё не успело сформироваться, хотя некоторые правовые акты в этой области приняты. Фактически лоббизм существует в ЕС ещё со времен ЕЭС, то есть с 1950-х годов, когда были созданы первые лоббистские структуры. Лоббизм в ЕС объективно ограничен также тем, что большинство должностных лиц в органах Евросоюза являются назначаемыми (в отличие от США, где они обычно избираются). Поэтому лоббист не может как в США оказать содействие чиновнику путем финансирования его предвыборной кампании. Точное количество лоббистских организаций в ЕС неизвестно, так как регистрация лоббистов в Евросоюзе добровольна и необязательна. Однако речь идет о нескольких тысячах лоббистских групп. Деятельность европейских лоббистов облегчается благодаря тому, что национальное законодательство большинства стран-членов ЕС не предусматривает специального регулирования лоббистской деятельности. В остальных государствах Евросоюза акты, регламентирующие лоббизм (они появились в основном в 2000-е — 2010-е годы) как правило либо носят рекомендательный характер, либо затрагивают не всех лоббистов.

## История лоббизма в ЕС
В 1957 году вступили в силу Римские договоры об учреждении предшественника ЕС — ЕЭС. Уже в 1958 году в Брюсселе возникли две существующие сегодня лоббистские организации — Комитет аграрных организаций в ЕС (Committee of Agricultural Organizations in the EU / COPA, в настоящее время — COPA-COGECA224) и Союз конфедераций промышленников и работодателей ЕС (Union of Industrial and Employer’s Confederations of Europe / UNICE, с 2007 года BUSINESSEUROPE225).
В 1957—1987 годах в связи со слабостью общеевропейских институтов лоббирование шло в основном косвенным путем — через обращение к национальным представителям (правительства стран-членов, профсоюзы, профессиональные ассоциации и коммерческие организации). Расширение полномочий общеевропейских институтов в 1980-х — 1990-х годах привело к тому, что большее количество лоббистов переместилось в Брюссель. По данным исследования, проведенного Еврокомиссией, в 1992 году в Брюсселе официально работали до 3 тыс. лоббистских организаций.
Существование большого числа лоббистов в ЕС привело к тому, что с 1980-х годов появляются предложения по регламентации их деятельности. В 1989 году депутат Европарламента Алан Меттен сделал доклад о деятельности европейских лоббистов и предложил создать общий реестр для тех из них, которые хотят продолжить свою деятельность в Еврокомиссии и в Европарламенте. В 1991 году Комитет Европейского парламента по регламенту, проверке мандатов и вопросам иммунитета поручил депутату Европарламента Марку Галле подготовить доклад о лоббизме в ЕС и в том числе «представить конкретные предложения о разработке кодекса поведения, а также официального открытого реестра аккредитованных парламентом лоббистов». В докладе Галле, представленном в октябре 1992 года, содержались следующие рекомендации:
- Принять кодекс поведения для лоббистов;
- Обязать лоббистов регистрироваться в специальном реестре, доступном для общественности;
- Не допускать лоббистов на те этажи, где располагались кабинеты евродепутатов;
- Обязать лоббистов подавать декларации о доходах;
- Выдавать пропуска в здания Европарламента (кроме кабинетов евродепутатов) только тем лоббистам, которые соблюдают определённый кодекс поведения, регистрируются в реестре, а также сообщают данные о своих клиентах и о расходах на лоббистскую деятельность.

Доклад Галле был встречен враждебно даже самими евродепутатами и был отвергнут. Однако разработка лоббистского законодательства продолжилась. В 1994 году несколько групп интересов подписали кодекс поведения, составленный Еврокомиссией. Комитет по процедуре, проверке полномочий и иммунитетам предложил подготовить новый доклад о лоббизме депутату Глену Форду. Этот документ был отклонен 17 января 1996 года на пленарном заседании и отправлен на доработку. 17 июля того же года доработанный доклад Форда был принят и впоследствии стал частью Регламента Европарламента.
В 2000-е годы сформировалась система регистрации лоббистов в Европарламенте. С 2003 года краткий список аккредитованных государственных и общественных групп интересов доступен в Интернете, причём регистрация в нём давала лоббисту право на постоянный пропуск в здание Европарламента сроком на 1 год и на свободу передвижения по ним. С 2005 года лоббисты были обязаны заполнять специальные анкеты, причём указанная в них информация проверялась, а аккредитацию получали лишь те лоббисты, которые были зарегистрированы в Брюсселе. Регистрация по-прежнему давала лоббисту право на пропуск в здание Европарламента.
Свою систему регистрации лоббистов ввела в 2000-е годы Еврокомиссия. Вообще между Еврокомиссией и Европарламентом в 1990-е годы существовали заметные разногласия по вопросу лоббизма. Например, когда депутат Европарламента Дж.-П. Бонд направил запрос в Еврокомиссию о членах лоббистских групп, то первоначально получил отказ. Только в 2004 году по распоряжению нового главы Еврокомиссии Ж. М. Баррозу Бонду предоставили запрошенные сведения по 3094 экспертным группам
В 2003 году была создана база данных CONECCS (Consultation, the European Commission and Civil Society), причём содержащаяся в ней информация была более детальной, чем в реестре Европарламента. К 2006 году в CONECCS были зарегистрированы 847 групп интересов. В 2005 году Еврокомиссия опубликовала на своем официальном сайте список из 1535 экспертных групп (но личности экспертов по-прежнему не были раскрыты). Только после того, как в 2007 году Европарламент потребовал раскрытия имен экспертов, пригрозив лишить Еврокомиссию финансирования их транспортных расходов, комиссия опубликовала данные этих специалистов. В мае 2006 года Еврокомиссия опубликовала «Зеленую книгу», в которой была предложена добровольная регистрация для лоббистов, причём согласившиеся на неё должны были предоставлять информацию о своих клиентах и о размерах гонораров.
После вступления в силу Лиссабонского договора в 2011 году было подписано соглашение между Еврокомиссией и Европарламентом о создании единого реестра лоббистов вместо списков, который эти органы вели по отдельности. Работа по повышению прозрачности лоббизма продолжается в настоящее время. С 1 декабря 2014 года Еврокомиссия публикует на своем сайте информацию о всех встречах комиссаров, генеральных директоров и членов кабинета с лоббистами (как зарегистрированными, так и незарегистрированными).

## Лоббистские группы в ЕС
На 2016 год в созданном по соглашению 2011 года реестре зарегистрированы более 8,3 тыс. лоббистских организаций, среди которых российские ТНК «Газпром» и «Лукойл». На самом деле лоббистов больше, так как не все из них зарегистрировались.
Классификация лоббистов в органах ЕС такова (данные на 31 декабря 2013 года по 5952 организациям, которые зарегистрировались в реестре 2011 года и указали лоббизм в качестве одного из направлений своей деятельности):
- Профессиональные консалтинговые агентства — 446;
- Юридические фирмы — 58;
- Самостоятельные консультанты — 211;
- Корпоративные лоббисты и торговые/отраслевые ассоциации — 2 972
- Неправительственные организации, объединения, сети и т. п. — 1,536;
- «Фабрики мысли», исследовательские и академические институты — 422;
- Организации, представляющие интересы церквей и религиозных сообществ — 32;
- Региональные, муниципальные и территориальные органы власти (на субнациональном уровне) — 118;
- Прочие — 157.

В сельскохозяйственной сфере крупными лоббистами в институтах ЕС являются три группы: The European Federation of Food, британская British Agriculture Bureau и французская COOP de France. Кроме того, интересы фермеров и сельскохозяйственных кооперативов в рамках Единой сельскохозяйственной политики ЕС лоббирует Комитет аграрных организаций в ЕС.
Интересы работодателей лоббирует Союз конфедераций промышленников и работодателей ЕС, включающий 40 федераций из 34 стран.

## Особенности лоббистской деятельности в институтах ЕС
В США одной из важнейших форм поддержки, которую может оказать лоббист политику, является финансирование его избирательной кампании, так как большинство должностей в Штатах является выборными. В органах власти ЕС большинство должностей назначаемые, поэтому в таком финансировании еврочиновники не нуждаются. Поэтому в Евросоюзе важнейшим способом поддержки со стороны лоббиста является консультирование им чиновника по тому или иному вопросу. Поэтому сложилась простая закономерность: чем больше нуждается в экспертной информации тот или иной общеевропейский орган, тем больше он привлекает к себе лоббистов.
Наиболее значительна потребность в информации у Еврокомиссии. Из-за нехватки сотрудников и средств Еврокомиссия не может обойтись без лоббистов и поэтому идет им на уступки (например, тормозит принятие жестких мер регулирования лоббистской деятельности).
Принятие решений в Еврокомиссии начинается с обсуждения в называемом Совещательном комитете, причём уже на этой стадии привлекаются сторонние эксперты. Кроме того, сама Еврокомиссия стимулирует дискуссию по предложенному вопросу, выпуская так называемую Зелёную книгу, а затем на её основе и с учетом поступивших замечаний и предложений издает Белую книгу, содержащую предложения по принятию определённых мер. После одобрения Советом ЕС Белая книга может стать основой для программы действий в какой-то конкретной области. Кроме того, при Еврокомиссии действуют консультативные комитеты, в работе которых участвуют лоббисты.
В Европарламенте лоббирование осуществляется несколько иначе. Лоббист, зная, какой парламентарий будет выступать по определённому вопросу, снабжает этого депутата информацией, а также склоняет на свою сторону как можно больше членов того комитета, который занимается этим вопросом. При убеждении особую роль играют ценностные средства. О том, насколько нуждаются депутаты в лоббистах, говорит тот факт, что в 2006 году членами Европарламента были запрошены 4 435 годовых пропусков для аккредитованных лоббистов.
Как и Еврокомиссия и Европарламент Совет ЕС хочет знать как отразится принятое решение на внутреннюю обстановку в той или иной стране Евросоюза. Однако заседания Совета ЕС проходят в закрытом режиме и без обнародования документов об их ходе, что осложняет работу лоббистов. Кроме того, члены Совета часто находятся в столицах родных государств, а также имеют гораздо больше возможности для получения информации от местных и национальных властей, что снижает их потребность в сторонних экспертах.

## Общественный контроль за лоббистами в ЕС
Как и в США, в Евросоюзе возникли общественные организации, которые осуществляют общественный контроль за деятельностью лоббистов. К ним относятся Corporate Europe Observatory и AlterEU.

## Нормативные акты, регламентирующие деятельность лоббистов
Специальное законодательство, регламентирующее деятельность лоббистов в институтах ЕС, находится в стадии становления. На данный момент регулирование лоббизма в Евросоюзе находится в сфере мягкого права. Наиболее значимым нормативным актом является Межинституциональное соглашение Еврокомиссии и Европарламента о едином реестре прозрачности 2011 года, на основе которого создана общая база лоббистов. Условия регистрации (она добровольная и необязательная) следующие:
- Зарегистрироваться может любая организация, включая религиозные объединения, частные консультативные кабинеты, профсоюзы, академические институты и т. д.;
- При регистрации требуется указать данные об организации, а также о лицах, аккредитованных при ЕС;
- Регистрация обязывает подписать этический кодекс поведения.

Регистрация дает лоббисту ряд прав:
- Получать информационную рассылку об обновлении законодательной базы;
- Входить в состав экспертных групп;
- Запрашивать встречу с официальным представителем;
- Знакомиться со статистикой.

## Лоббистские скандалы на уровне органов Евросоюза

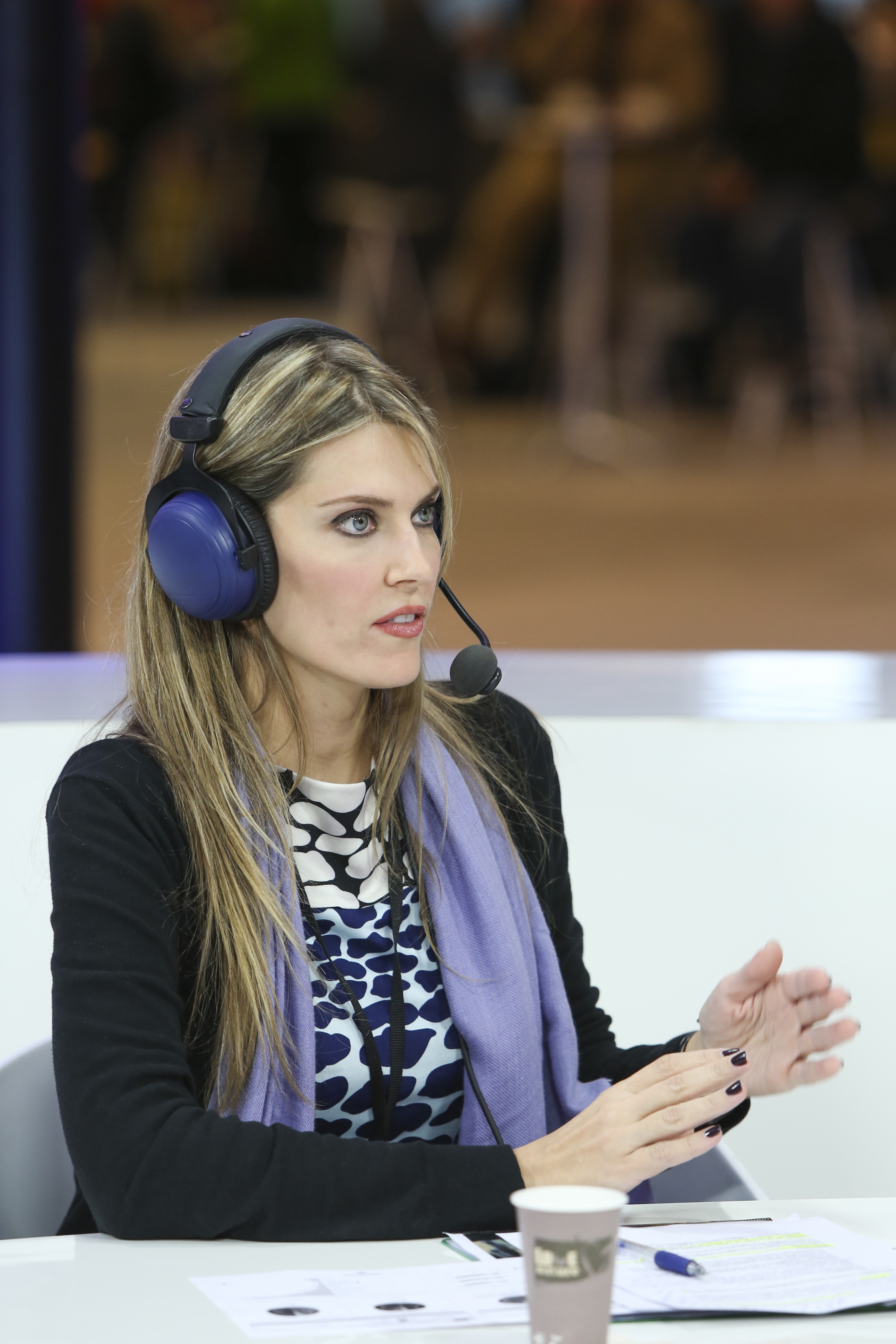
Вице-президент Европарламента Ева Кайли — главный фигурант «Катар-гейта»

В 2002 году произошел крупный лоббистский скандал в ЕС. В 2002 году трое журналистов британского издания «The Sunday Times» вступили в контакт с 60 депутатами Европарламента и, представившись лоббистами, поочередно предложили им внести поправки в финансовое законодательство за 100 тыс. евро в год. Это предложение приняли три евродепутата — бывший министр внутренних дел Австрии Эрнст Штрассер, бывший вице-премьер Румынии Адриан Северин и бывший министр иностранных дел Словении Зоран Тайлер. Итогом стало внесение двух поправок, которые значительно ослабили финансовую директиву, направленную на защиту частных клиентов банков. Адриан Северин отправил «лоббистам» электронное письмо, в котором извещал их, что «требуемые поправки были своевременно вынесены на рассмотрение», а затем выслал чек на 12 тысяч евро за оказание «консультационных услуг». Зоран Тайлер после оказания помощи во внесении поправок попросил перевести вознаграждение на счет одной из компаний в Лондоне. Наиболее освещаемым в СМИ лоббистским скандалом стал «Катар-гейт», открывшийся в декабре 2022 года.

### «Катар-гейт»
В декабре 2022 года была арестована полицией Бельгии вице-президент Европарламента Ева Кайли. Она лоббировала интересы Катара, за что получила от катарских властей деньги. Кайли защищала Катар от критики в связи с подготовкой этой страны к чемпионату мира по футболу. Катар подвергался критике со стороны правозащитников за несоблюдение прав мигрантов, которые построили объекты для проведения игр чемпионата. Кайли в 2022 году заявила в Европарламенте, что с трудовыми правами в Катаре все в порядке и что некоторым новшествам, введенным катарскими властями, могли бы позавидовать многие европейские компании. Власти Греции заморозили имущество Кайли и членов ее семьи до завершения рассмотрения дела. В доме Кайли нашли сумки и чемодан со 160 тысяч евро наличными. Помимо Кайли были арестованы еще три человека. Это дело СМИ назвали «Катар-гейт».

## Лоббизм в отдельных странах ЕС
Европейские страны можно разделить на две группы по отношению к лоббизму. В первую, включающую большинство членов ЕС, входят государства, где лоббизм фактически существует, но никак не регулируется специальными нормативно-правовыми актами. Во вторую группу входят государства, где лоббизм регулируется нормативно-правовыми актами, хотя зачастую они необязательны для исполнения и не охватывают многих лоббистов. Например, в Германии не регламентируется лоббизм на уровне Бундесрата и правительств федеральных земель. Кроме того, в большинстве стран этой группы первые нормативные акты, регламентирующие лоббизм, появились сравнительно недавно — в 2000-е — 2010-е годы. По странам ситуация следующая:
- Австрия. В 2011 году введена регистрация лоббистов;
- Великобритания. По данным «Таймс», в 1970 году в Палате общин не менее 218 депутатов (из 646) отстаивали чьи-то деловые интересы[39]. В 2002 году Кодекс деловой этики для членов парламента Великобритании дополнен разделом № 3, который установил, что во время парламентских слушаний и при контакте с представителями исполнительной власти члены палаты представителей не имеют права защищать интересы внешнего лоббиста, если получают от него вознаграждение, имеют прямые финансовые связи с компанией-лоббистом, являются советниками компаний-лоббистов. Член парламента может защищать интересы лоббиста (кроме парламентских слушаний и контактов с представителями исполнительной власти), но лишь в случае, если зарегистрирует полученные от лоббиста денежные средства в специальном Реестре интересов членов парламента (Register of members’ interests);
- Венгрия. В 2006 году введена добровольная регистрация лоббистов с выдачей им лицензий, что дает право свободного входа в правительственные здания. Взамен лоббист должен ежеквартально отчитываться (в том числе сообщать данные о количестве контактов с целью лоббирования, о подарках, переданных официальным лицам, сведения об этих официальных лицах, а также о законах или о мерах исполнительной власти, по поводу которых предпринималось лоббирование). Но зарегистрированный лоббист имеет право не называть своих клиентов;
- Италия. На общенациональном уровне нет нормативного акта, специально регулирующего лоббизм. На региональном уровне в трех провинциях (Тоскана, Молизе и Абруццо) существуют свои региональные реестры лоббистов. Они не являются полными — например, в Молизе и в Тоскане в реестры включают только профсоюзы, некоммерческие организации, фонды и аналитические центры;
- Литва. Закон, регулирующий лоббистскую деятельность, вступил в силу в 2001 году. Предусмотрена регистрация лоббистов в специальном реестре, за ведение которого отвечает Верховная комиссия по этике. Но на практике большинство лоббистов не регистрируется. Например, к 2011 году были зарегистрированы только 25 лоббистов;
- Польша. Закон «О правовых основах и регулировании лоббизма», вступил в силу в марте 2006 года. Он требует от чиновников сохранять записи о контактах с лоббистами, причём эти записи ежегодно публикуются;
- Словения. Закон о лоббизме был принят в 2010 году;
- Франция. В январе 2010 года вступили в силу правила регулирования лоббистской деятельности;
- Чехия. В 2005 году вступил в силу Добровольный кодекс этики, содержащий рекомендации о том, как чиновники должны строить отношения с группами интересов.